# 漢密爾頓湖鎮區 (阿肯色州加蘭縣)
漢密爾頓湖鎮區（英語：Lake Hamilton Township）是位於美國阿肯色州加蘭縣的一個行政鎮區。

## 地方資料
漢密爾頓湖鎮區的面積為224.60平方千米，當中陸地面積為204.19平方千米，而水域面積為20.41平方千米。根據2010年美國人口普查的數據，當地共有人口20534人，而人口密度為每平方千米91.42人。